# Kościół Narodzenia Najświętszej Maryi Panny w Kaźmierzu
Kościół Narodzenia Najświętszej Maryi Panny w Kaźmierzu – zabytkowy kościół parafialny we wsi Kaźmierz, w powiecie szamotulskim. Znajduje się przy ulicy Kościelnej.
Jest to budowla gotycka z 1494 roku. W nawie, prezbiterium i kaplicy sklepienie gwiaździste. W późnorenesansowym ołtarzu głównym późnogotycka figura Madonny z Dzieciątkiem z 2. połowy XV wieku, a w jego predelli obraz św. Anny z ok. 1520 roku. Na południowej ścianie nawy wczesnobarokowe epitafium Jana i Agnieszki Niegolewskich z 1631 z klęczącymi postaciami zmarłych. Wczesnobarokowa chrzcielnica z 1. poł. XVII w., dwa rokokowe ołtarze boczne z 2. poł. XVIII w.
Przy nawie od strony północnej znajduje się kaplica św. Anny dobudowana w 1515 roku. W ołtarzu w kaplicy (a właściwie nawie bocznej) predella ze sceną figuralną, malowana około 1520 roku. W nawie bocznej kościoła znajduje się również ołtarz neogotycki.
Pięć symbolicznych kamieni wmurowanych w ścianę kościoła wiąże go z tradycją o Pięciu Braciach Męczennikach.